# Yoshihiko Yoshimatsu

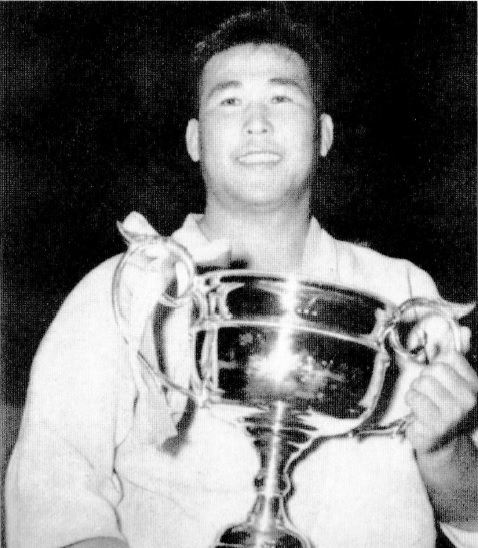
Yoshihiko Yoshimatsu (1952)

Yoshihiko Yoshimatsu (jap. 吉松義彦, Yoshimatsu Yoshihiko; geboren am 16. November 1920; gestorben am 5. Juli 1988) war ein japanischer Judoka. 1956 war er Zweiter bei den ersten Weltmeisterschaften.
Yoshihiko Yoshimatsu belegte 1948 bei den japanischen Meisterschaften den dritten Platz, 1951 war er Zweiter hinter Toshiro Daigo. 1952 siegte er gegen Tashahiko Ishikawa, 1953 gegen Hideo Ito und 1955 gegen Shōkichi Natsui.
Am 3. Mai 1956 wurden in Tokio die ersten Judo-Weltmeisterschaften ausgetragen. Yoshimatsu bezwang in seinem ersten Kampf den philippinischen Judoka Nicolas Arcales, im Achtelfinale den Österreicher Walter Gauhs und im Viertelfinale den Belgier Daniel Outelet. Im Halbfinale traf er auf den Niederländer Anton Geesink und besiegte ihn mit einem Hüftwurf. Im Finale trafen die beiden Japaner Natsui und Yoshimatsu aufeinander und Natsui gewann den Titel.